# Holly Norton
Holly Norton (1 de enero de 1993) es una deportista británica que compite en remo.
Ganó dos medallas en el Campeonato Mundial de Remo, en los años 2015 y 2016, y tres medallas en el Campeonato Europeo de Remo entre los años 2017 y 2019.

## Palmarés internacional
| Campeonato Mundial | Campeonato Mundial       | Campeonato Mundial | Campeonato Mundial |
| Año                | Lugar                    | Medalla            | Prueba             |
| ------------------ | ------------------------ | ------------------ | ------------------ |
| 2015               | Aiguebelette (Francia)   | Medalla de plata   | Cuatro sin timonel |
| 2016               | Róterdam (Países Bajos)  | Medalla de oro     | Cuatro sin timonel |
| Campeonato Europeo |                          |                    |                    |
| Año                | Lugar                    | Medalla            | Prueba             |
| 2017               | Račice (República Checa) | Medalla de bronce  | Dos sin timonel    |
| 2018               | Glasgow (Reino Unido)    | Medalla de plata   | Ocho con timonel   |
| 2019               | Lucerna (Suiza)          | Medalla de plata   | Ocho con timonel   |